# Bierzwnik, Choszczno (huyện)
Bierzwnik [ˈbjɛʐvnik] (tiếng Đức: Marienwalde) là một làng thuộc huyện Choszczno, tỉnh Zachodniopomorskie, phía tây bắc Ba Lan. Bierzwniklà thủ phủ của gmina Bierzwnik.
Bierzwnik cách Choszczno (Arnswalde) khoảng 24 kilômét (15 mi) về phía đông nam và cách thủ phủ của Zachodniopomorskie là Szczecin (Stettin) khoảng 84 km (52 mi) về phía đông nam.